# Богатыренко, Павла Захаровна
Павла Захаровна Богатыренко (18 сентября 1907, Чернигов, Российская империя — 14 мая 1979, Москва) — советская драматическая актриса.

## Биография

Могила Богатыренко на Новодевичьем кладбище Москвы.

Павла Богатыренко родилась в городе Чернигов 18 сентября 1907 года.
В 1930 году окончила драматическое отделение (3 года) ЦеТеТИС. Первого сентября 1932 года она была принята в Малый театр и прослужила в нём до 1 июня 1965 года.
В 1960 году начала педагогическую деятельность в Театральном училище им. М. С. Щепкина и до 1976 года преподавала мастерство актёра.
Муж: артист Малого театра В. А. Владиславский.
Умерла 14 мая 1979 года. Супруги похоронены вместе на Новодевичьем кладбище Москвы.
Из воспоминаний учеников:
Василий Бочкарёв: «Она никогда не требовала сразу результатов. Она растила в студентах любовь к анализу и пониманию автора. … Она не ставила, как режиссёр, а работала со студентами как педагог-садовник, раскрывая органичность, индивидуальность студентов и прививая им любовь к разбору своих ролей. Она прививала любовь к созданию партитуры роли и прививала стремление к раскрытию замысла автора. К сожалению, многое было упущено. Мы торопились сразу играть, нам хотелось активного проявления своих возможностей. А Павла Захаровна тормозила, останавливала наш порыв, призывая к поиску точного действия, к анализу каждого куска роли — для чего ты вышел на сцену, что ты хочешь, как добиваешься, через что идешь к цели своего персонажа и т. д.»
Лариса Гребенщикова: «Счастлив тот, кому в начале творческого пути встретится такая личность. Мы счастливчики. Актёрскому мастерству нас учила сама Павла Захаровна Богатыренко».

## Награды
- орден «Знак Почёта» (26.10.1949)

## Роли на сцене Малого театра
- 1933 — «Враги» М. Горького. Режиссёр: К. П. Хохлов — Надя
- 1934 — «В чужом пиру похмелье» по пьесам А. Н. Островского. Композиция и постановка М. С. Нарокова — Елизавета Ивановна
- 1936 — «Слава» В. М. Гусева, постановка К. П. Хохлова — Елена Медведева
- 1937 — «Каменный гость» А. С. Пушкина — Лаура
- 1939 — «Волк» Л. М. Леонова. Режиссёр: И. Я. Судаков — Настя Рощина
- 1941 — «Варвары» М. Горького. Режиссёры: К. А. Зубов и И. Я. Судакова — Катя (в 1953 году спектакль был записан на киноплёнку — «Варвары. Сцены в уездном городе», киностудия им. Горького
- 1944 — «Инженер Сергеев» Вс. Рока — Нина
- 1948 — «Минувшие годы» Н. Ф. Погодина. Режиссёр: К. А. Зубов — Верочка
- 1950 — (2-я редакция) — «Голос Америки» Б. А. Лавренёва. Режиссёр: В. Ф. Дудина — Салли
- 1951 — «Евгения Гранде» по О. Бальзаку, постановка К. А. Зубов, режиссёр: Е. П. Велихов — Евгения (ввод)
- 1952 — «Иначе жить нельзя» А. В. Софронова, постановка В. И. Цыганкова и М. Н. Гладкова — Эльфрида
- 1954 — «Когда ломаются копья» Н. Ф. Погодина, постановка Л. А. Волкова — Чирская (ввод)
- 1954 — «Когда ломаются копья» Н. Ф. Погодина — Раиса Мартыновна (ввод)
- 1956 — «Воспитанница» А. Н. Островского. Режиссёры: В. И. Цыганков и М. Н. Гладков — Василиса Перегриновна (2-й состав)
- 1956 — «Крылья» А. Корнейчука. Режиссёры: К. А. Зубов и В. И. Цыганков — колхозница
- 1956 — «Порт-Артур» А. Н. Степанова и И. Ф. Попова. Режиссёры: К. А. Зубов и П. А. Марков — гостья на балу у Стессель (ввод)
- 1956 — «Живой труп» Л. Н. Толстого. Режиссёр: Л. А. Волков — зрительница в суде (ввод)
- 1956 — «Ночной переполох» М.-Ж. Соважона. Режиссёр: В. В. Кенигсон — Сильвия Совэн
- 1958 — «Пигмалион» Б. Шоу — М-с Пирс (ввод)
- 1959 — «Веер леди Уиндермиер» О. Уайльда. Режиссёр: В. Г. Комиссаржевский — Леди Плимдейл
- 1959 — «Карточный домик» О. Н. Стукалова. Режиссёр: Д. А. Вурос — Мать
- 1960 — «Неравный бой» В. С. Розова. Режиссёр: Д. А. Вурос — Тамара Тимофеевна Заварина (ввод)
- 1960 — «Любовь Яровая» К. Тренёва. Режиссёры: И. В. Ильинский и В. И. Цыганков — работница
- 1962 — «Маскарад» М. Ю. Лермонтова. Режиссёр: Л. В. Варпаховский — тётка
- 1963 — «Горе от ума» А. Грибоедова. Режиссёр: Е. Р. Симонов — Графиня-бабушка (ввод)
- 1963 — «Ярмарка тщеславия» У. Теккерея. Режиссёры: И. В. Ильинский и В. И. Цыганков — Бригс (ввод)
- 1964 — «Человек из Стратфорда» С. Алешина. Режиссёр: Л. А. Заславский — Бетси